# Uranometria

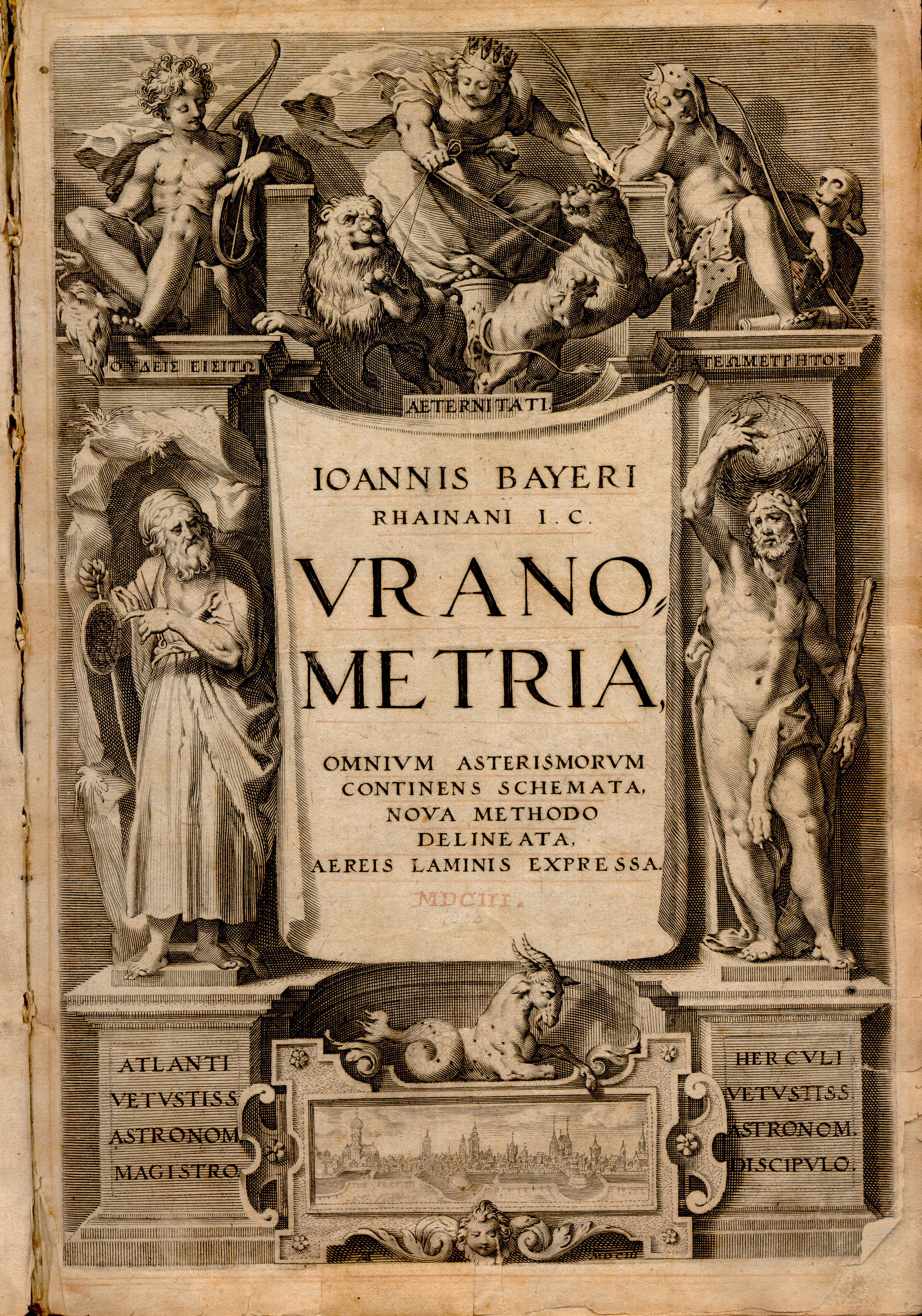
Strona tytułowa Uranometrii

Uranometria (pełny tytuł łac. Uranometria: omnium asterismorum continens schemata, nova methodo delineata, aereis laminis expressa) – atlas nieba przygotowany przez niemieckiego astronoma Johanna Bayera i wydany w 1603 roku w Augsburgu przez Christophorusa Mangusa. Był to pierwszy atlas nieba, który obejmował całą sferę niebieską. Zawierał 51 map, po jednej dla każdej z 48 konstelacji Ptolemeusza, jedną zawierającą 12 konstelacji nieznanych Ptolemeuszowi nieba południowego oraz dwie planisfery z opisami Synopsis coeli superioris borea (Przegląd półkuli północnej) i Synopsis coeli inferioris austrina (Przegląd półkuli południowej).